# Bié
Bié é uma das 21 províncias de Angola, localizada na região central do país, que tem sua capital na cidade e município do Cuíto.
Segundo as projeções populacionais de 2018, elaboradas pelo Instituto Nacional de Estatística, conta com uma população de 1 654 744 habitantes e uma área territorial de 70 314 km².
Bié é formada pelos seguintes municípios: Andulo, Camacupa, Catabola, Chinguar, Chitembo, Cuemba, Cunhinga, Cuíto e Nharea.
Por seu formato geográfico peculiar, e sua localização central em relação às demais províncias angolanas, é conhecida como "o coração de Angola" e "a província coração".

## História
A Província do Bié é um território habitado por grupos étnicos bantus (ovimbundos) com poucas diferenças entre si, onde destacam-se os bienas e os bailundos.

### Formação do Reino do Bié
As férteis terras altas do Planalto Central de Angola, também conhecidas como nano, eram tradicionalmente cultivadas pelos povos bantos antes da chegada dos bienas e bailundos. A invasão do início do século XVII, pelos povos imbangalas, levou a uma fusão das duas populações e a subsequente criação dos reinos ovimbundos. Assim nascia um dos estados ovimbundos mais poderosos, o reino do Bié, com muitas ombalas (aldeia/cidade principal) e aldeias sob sua tutela. Sua formação política se deu entre o século XVII e XVIII.

### Conquista e fixação portuguesa
A região foi explorada pela primeira vez por mercadores portugueses em meados do século XVII, iniciando o comércio de escravos, marfim, cera de abelha e borracha. Confrontos ocasionais entre portugueses e os povos que habitavam no território da província do Bié ocorreram nos séculos XVIII e XIX. Exércitos particulares pertencentes a comerciantes e chefes tribais lutavam entre si pelo controle das rotas comerciais. Após os portugueses derrotarem o reino do Bié e o reino Bailundo na guerra de 1774-1778, os povos do palnalto permaneceram em paz compartilhando o controle das rotas comerciais com o poder colonial.
A sede pelo controle da região levou a algumas campanhas militares, que transformaram-se em grandes exercícios bélicos que marcaram a mudança nos rumos do colonialismo lusitano, como foi o caso da Segunda Guerra Luso-Ovimbundo (1890-1904). Este foi um conflito armado, ocorrido em território bienense, entre os reinos dos povos ovimbundos, principalmente na figura dos reinos Bailundo, Huambo e Bié, contra o Império Português, motivado pela ambição colonial pelo controle das rotas comerciais e pelo súbito declínio do preço da borracha de raiz. Portugal venceu e subjugou os povos do planalto central, restando somente um último grande bastião de resistência no reino Cuanhama.

### Fundação do distrito do Bié
Em 1902 é fundado o concelho do Bié, dependente do distrito de Benguela e a 2 de janeiro de 1922 é criada a câmara municipal do Cuíto; pelo decreto nº 134 de 1 de maio de 1922, do então alto-comissário Norton de Matos, surge o distrito do Bié tendo sido seu primeiro governador, Manuel Espregueira Góis Pinto.

### Período das guerras
O Bié foi muito atingido pela Guerra de Independência de Angola, porém os conflitos somente atingiriam a região em cheio no final da década de 1960, nos confrontos entre Portugal, MPLA e UNITA. Durante a "Frente Leste", o MPLA, através da III Região Militar, mantinha uma grande frequência de ataques do então distrito. Em 1973 a UNITA conseguiu expulsar as últimas unidades do MPLA ainda operantes em Bié.
Durante Guerra Civil Angolana a região permaneceu como um dos grandes bastiões da UNITA, sendo a última área sob domínio de Jonas Savimbi, quando este foi morto em 2002.

## Geografia

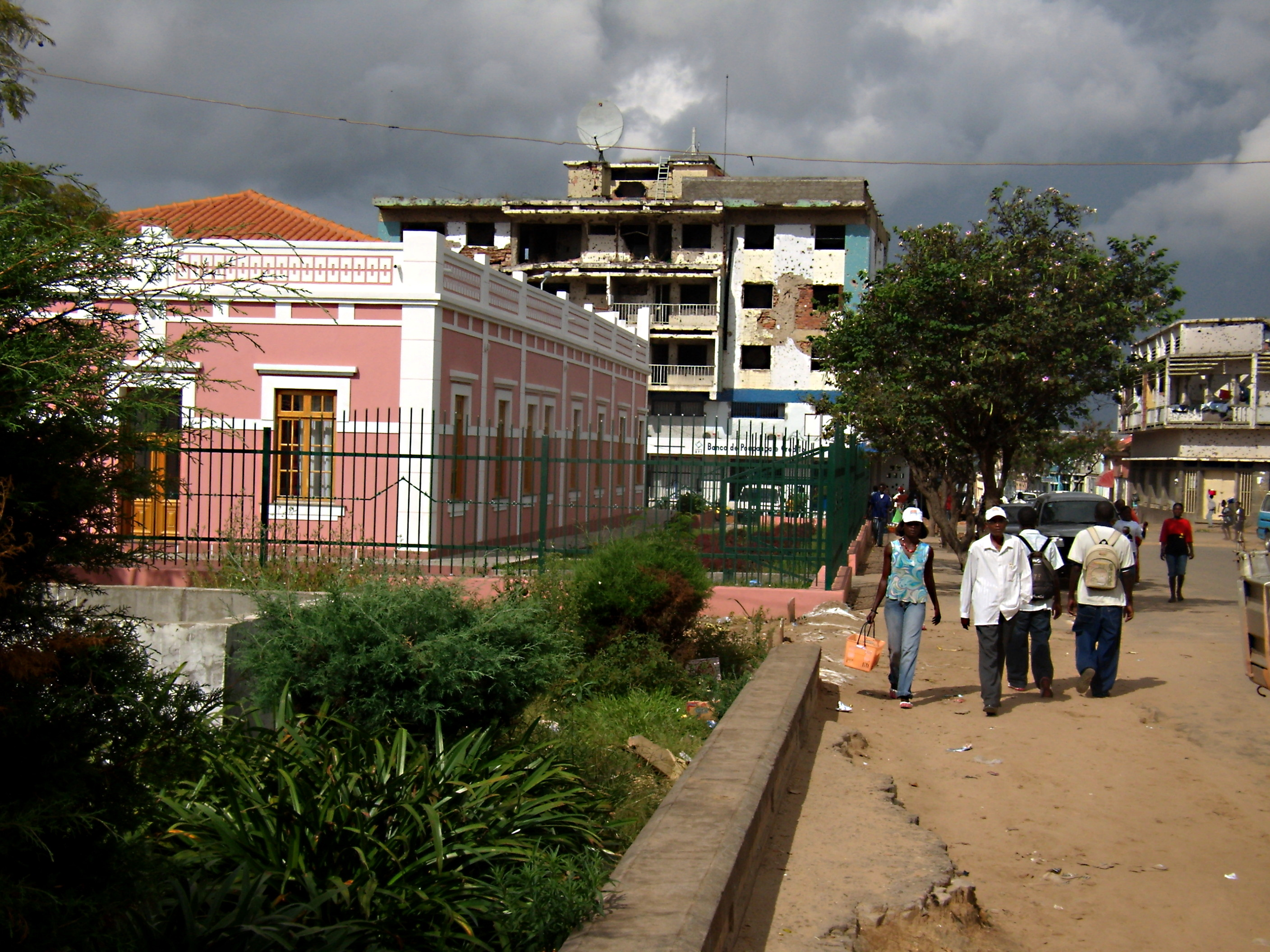
Prédio reformado na capital Cuíto contrasta com edifícios ainda degradados pela Guerra Civil, em 2008.

A província tem um tamanho comparável ao de países como Portugal ou a República Checa. Encontra-se no centro de Angola e faz fronteira com as seguintes províncias: ao norte com o Cuanza Sul, Malanje e Lunda Sul; ao leste com Moxico; ao sul com Cuando-Cubango, e; ao oeste com Huíla e Huambo.

### Clima
Segundo a classificação climática de Köppen-Geiger, no território da província predomina o clima oceânico (Cwb), numa faixa de transição para o clima subtropical úmido (Cwa). As temperaturas variam de 19 °C a 21 °C e existem 2 estações: de outubro até abril, que é quente e chuvoso; entre maio e setembro é seco com temperaturas médias de 2 °C e 10 °C nos meses de maior frio e 18 °C até 25 °C em períodos de clima mais quente.

### Ecologia, flora e fauna
Domina quase a totalidade da paisagem da província a ecorregião das "florestas de miombo angolanas", com flora de savana de folha larga decídua úmida e floresta com domínio de miombo, além de pastagens abertas. Numa pequena faixa do extremo noroeste da província predomina  "mosaico de pastagens e florestas montanhosas angolanas", nos arredores do Subaltiplano do Congolo, com floresta afromontana, gramíneas e arbustos.

#### Patrimônio natural
O Bié têm parte do seu território coberto pela Reserva Natural Integral de Luando, localizada ao norte provincial. Esta reserva está, em sua maior parte, dentro da província de Malanje.

### Demografia
Esta província é uma área de confluência de uma série de etnias.. Entre os ovimbundos, os mais numerosos e que habitam o centro-sul, o oeste e o norte, os dois principais subgrupos são os bienos, cujo nome se relaciona com o nome da província, e os bailundos. Há presença de chócues que, na sua migração a partir do nordeste de Angola, estabeleceram-se nas faixas leste e central-norte da província. Finalmente, existem povos heterogéneos enquadrados na categoria etnográfica ganguela, como os luimbi, habitando principalmente o sudeste provincial.

### Hidrografia
A nordeste província bienense os rios correm para o sistema de drenagem da bacia do rio Cassai (juntamente com o rio Cuango), enquanto que ao sul, ancorado nos rios Cutato dos Ganguelas e Cuelei, corre para a bacia do Cubango, e ao noroeste, ancorado nos rios Dulo e Cupache, corre para a bacia do rio Cuvo-Queve. Porém, o maior flúmen que atravessa a província é o rio Cuanza, e boa parte da bacia de drenagem territorial, ancorada nos rios Luando, Cuiva, Chimbandianga, Cunhinga do Bié, Cossonhi, Cutupo, Cuquema e Cunje, flui para a bacia do Cuanza.

### Relevo
O principal acidente geográfico da província é o Planalto Central de Angola (ou Planalto do Bié), que domina toda a zona central. Além desta formação, a fisiologia bienense possui a Serra da Sanga, a Serra de Bimbe, a Serra do Cutato, o Subaltiplano do Congolo, o Subaltiplano do Mombolo, os altiplanos do Congolo, do Mombolo e as Aplanações do Alto Cuanza.

## Economia
Província vocacionada para o desenvolvimento das atividades agropecuárias e agroalimentares, possui nestas actividades seu principal motor económico.

### Agropecuária e extrativismo vegetal
A economia é essencialmente voltada para a agropecuária, com um relevante contingente pecuário de animais para corte e leite.
As principais produções de lavoura e plantações são: arroz, hortaliças, frutícolas, feijão, milho, mandioca, soja, amendoim, gergelim, girassol e café arábica. A criação de gado bovino é especialmente notável, pois é a maior angolana. Além da pecuária, há criação de galináceos para carne, postura e penas, e atividades extrativistas de pesca artesanal.
Além destas actividades, há na província plantações florestais de espécies exóticas, tais como eucaliptos e pinus para uso exportação comercial de madeira.

### Indústria e mineração
A província bienense tem seu parque industrial focado na produção moveleira e de materiais de construção, além de agroindústria alimentar e de bebidas.

### Comércio e serviços
O setor de comércio e serviços do Bié sustenta-se, em grande parte, pela atividade logística, com destaque ao Caminho de Ferro de Benguela e à suas várias rodovias. Os grandes centros de comércio de retalhos e venda por grosso são Cuíto, Andulo, Camacupa e Chinguar.